# Детского санатория (Владимирская область)
Детского санатория — упразднённый посёлок на территории современного Каринского сельского поселения Александровского района Владимирской области России.  Объединен с д. Перематкино в 1979 году. Оба поселения в то время входили в состав Лизуновского сельсовета.

## География
Посёлок располагался в северо-западной части области, в зоне хвойно-широколиственных лесов, на берегу реки Молокча.

### Климат
Климат характеризуется как умеренно континентальный, с умеренно тёплым летом, холодной зимой, короткой весной и облачной, часто дождливой осенью. Среднегодовая температура воздуха — +3,4 °C. Годовое количество атмосферных осадков — 549 миллиметров, из которых большая часть выпадает в тёплый период.

## История
В 1979 году Решением Владимирского облисполкома № 586 от 11.06.1979 посёлок детского санатория Лизуновского сельсовета объединен с д. Перематкино.